# Copa da Escócia de 1899–1900
A Copa da Escócia de 1899-00 foi a 27º edição do torneio mais antigo do futebol da Escócia. O campeão foi o Celtic F.C., que conquistou seu 3º título na história da competição ao vencer a final contra o Queen's Park F.C., pelo placar de 4 a 3.

## Premiação
| Copa da Escócia de 1899-00      |
| Escócia                         |
| ------------------------------- |
| Celtic F.C. Campeão (3º título) |